# Back to December
"Back to December" là bài hát của ca sĩ kiêm sáng tác nhạc người Mỹ Taylor Swift nằm trong album phòng thu thứ ba của cô, Speak Now (2010). Trước khi album được phát hành, bài hát được phát hành trên iTunes Store vào ngày 12 tháng 10 năm 2010. Nó được phát hành dưới dạng đĩa đơn thứ hai trích từ album cho các đài phát thanh nhạc đồng quê ở Mỹ vào ngày 15 tháng 11 năm 2010 bởi hãng đĩa Big Machine Records. Bài hát là 1 trong số 14 bài hát trong album được sáng tác hoàn toàn bởi Swift. Được sản xuất bởi Swift và Nathan Chapman, "Back to December" là bản power ballad kết hợp giữa country với pop cùng với âm thanh của dàn nhạc giao hưởng, mang nội dung xin lỗi và xin tha thứ vì đã đối xử không tốt với người tình cũ. Nhiều nhà phân tích cho rằng bài hát nói về Taylor Lautner, bạn trai cũ của Swift, dù cả hai người đều phủ nhận điều này. Phiên bản tái thu âm của bài hát có tên "Back to December (Taylor's Version)", phát hành chung với Speak Now (Taylor's Version) vào ngày 7 tháng 7 năm 2023.
"Back to December" nhận được nhiều lời bình luận tích cực từ phía các nhà đánh giá, nhiều người cho rằng đây là điểm nhấn của album Speak Now. Các nhà phê bình cũng khen bài hát vì lời nhạc ấn tượng, giai điệu mang chút hơi hướng indie, và giọng của Swift đã có nhiều cải thiện. Bài hát cũng đạt được những thành công về mặt thương mại, đứng thứ sáu trên bảng xếp hạng Billboard Hot 100 của Mỹ, và vị trí thứ bảy trên bảng xếp hạng tại Canada. Nó cũng đứng thứ ba tại bảng xếp hạng Billboard Hot Country Songs. Bài hát cũng khá thành công trên trường quốc tế, đứng vị trí thứ 24 ở New Zealand, và thứ 26 tại Australia.
Video âm nhạc của bài hát được đạo diễn và biên kịch bởi Yoann Lemoine như là một lời ca thán vì mối tình kết thúc. Video âm nhạc nhận được lời phê lẫn lộn từ các nhà phê bình âm nhạc; một vài người khen ngợi những cảm giác trực quan tuyệt vời trong việc mô tả tâm trạng ảm đạm trong khi những nhà phê bình khác cho rằng cách dẫn chuyện đó là không đủ. Để quảng bá bài hát, Swift đã biểu diễn trong các sự kiện âm nhạc bao gồm Giải thưởng Hiệp hội Âm nhạc Đồng quê (CMAs) và Giải thưởng Âm nhạc Hoa Kỳ (AMAs). Trong chuyến lưu diễn Speak Now World Tour (2011–12), cô đã biểu diễn bài hát như một phần của bản mashup với 2 bài hát "Apologize" (2007) của OneRepublic và "You're Not Sorry" trích trong album phòng thu thứ hai của Swift, Fearless (2008). Một phiên bản acoustic của bài hát cũng xuất hiện trong phiên bản cao cấp của album Speak Now.

## Bối cảnh và ra mắt
Theo Swift, "Back to December" là lời xin lỗi tới một người yêu cũ dưới dạng bài hát, điều mà cô chưa từng làm trước đó. Cô còn nói thêm: "Trước đây, tôi chưa bao giờ cảm thấy cần phải xin lỗi một người bằng bài hát. Nhưng trong hai năm gần đây, tôi đã có thêm nhiều trải nghiệm, (trong đó có cả) nhiều bài học khác nhau."

## Bảng xếp hạng
| Bảng xếp hạng (2010–2011)               | Vị trí cao nhất |
| --------------------------------------- | --------------- |
| Úc (ARIA)                               | 26              |
| Canada (Canadian Hot 100)               | 7               |
| Canada CHR/Top 40 (Billboard)           | 34              |
| Canada Country (Billboard)              | 5               |
| Canada Hot AC (Billboard)               | 29              |
| Nhật Bản (Japan Hot 100)                | 62              |
| Nhật Bản Adult Contemporary (Billboard) | 27              |
| New Zealand (Recorded Music NZ)         | 24              |
| Hoa Kỳ Billboard Hot 100                | 6               |
| Hoa Kỳ Adult Contemporary (Billboard)   | 14              |
| Hoa Kỳ Adult Pop Airplay (Billboard)    | 11              |
| Hoa Kỳ Hot Country Songs (Billboard)    | 3               |
| Hoa Kỳ Pop Airplay (Billboard)          | 11              |

| Bảng xếp hạng (2011)                  | Vị trí |
| ------------------------------------- | ------ |
| Hoa Kỳ Billboard Hot 100              | 74     |
| Hoa Kỳ Adult Contemporary (Billboard) | 30     |
| Hoa Kỳ Adult Pop Songs (Billboard)    | 42     |
| Hoa Kỳ Hot Country Songs (Billboard)  | 38     |

## "Back to December (Taylor's Version)"

### Bảng xếp hạng
| Bảng xếp hạng (2023)                 | Vị trí cao nhất |
| ------------------------------------ | --------------- |
| Úc (ARIA)                            | 11              |
| Canada (Canadian Hot 100)            | 17              |
| Thế giới Global 200 (Billboard)      | 10              |
| Greece (IFPI)                        | 52              |
| Ireland (Billboard)                  | 17              |
| Malaysia (Billboard)                 | 12              |
| Malaysia International (RIM)         | 5               |
| New Zealand (Recorded Music NZ)      | 10              |
| Philippines (Billboard)              | 1               |
| Singapore (RIAS)                     | 4               |
| UK Streaming (OCC)                   | 30              |
| Hoa Kỳ Billboard Hot 100             | 16              |
| Hoa Kỳ Hot Country Songs (Billboard) | 5               |
| Việt Nam (Vietnam Hot 100)           | 55              |